# Giovanni Zucchi
Giovanni Zucchi, italijanski veslač, * 14. avgust 1931, Mandello del Lario, † 9. januar 2021.
Zucchi je za Italijo nastopil na Poletnih olimpijskih igrah 1956, 1960 in 1964.
Na igrah leta 1956 je bil član italijanskega četverca brez krmarja, ki je osvojil četrto mesto, štiri leta kasneje je veslal v četvercu s krmarjem, ki je osvojil bronasto medaljo, na igrah 1964 pa je ponovno veslal v četvercu brez krmarja, ki je bil peti.